# Crawford County (Arkansas)
Crawford County is een county in de Amerikaanse staat Arkansas.
De county heeft een landoppervlakte van 1.542 km² en telt 53.247 inwoners (volkstelling 2000). De hoofdplaats is Van Buren.

## Bevolkingsontwikkeling

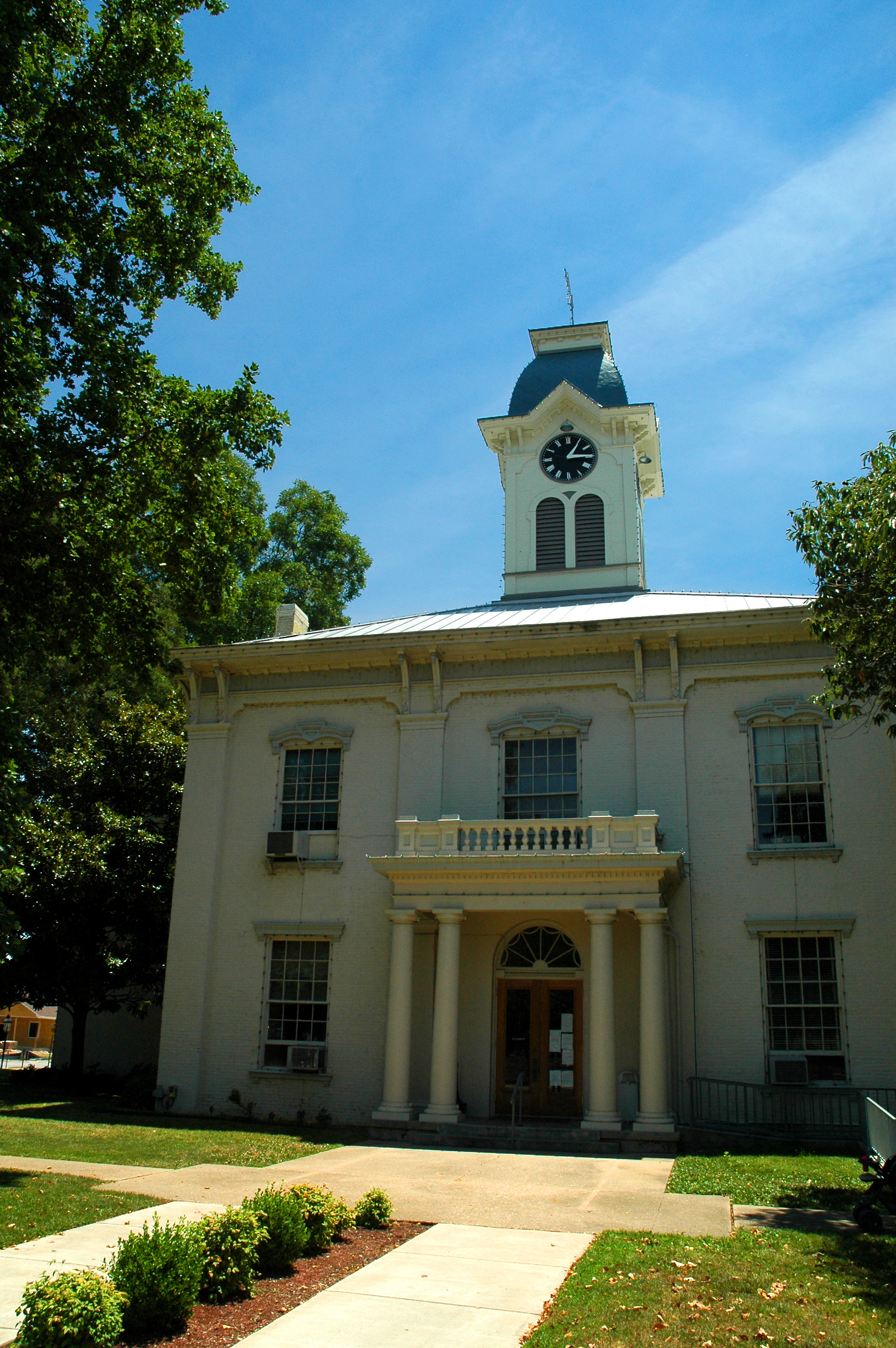
Crawford County Courthouse